# Pseudoleucopis magnicornis
Pseudoleucopis magnicornis är en tvåvingeart som beskrevs av Malloch 1925. Pseudoleucopis magnicornis ingår i släktet Pseudoleucopis och familjen markflugor. Inga underarter finns listade i Catalogue of Life.